# Jax
Jax ist eine französische Gemeinde mit 143 Einwohnern (Stand: 1. Januar 2022) im Département Haute-Loire in der Region Auvergne-Rhône-Alpes (bis 2015 Auvergne). Sie gehört zum Arrondissement Brioude und zum Gemeindeverband Rives du Haut Allier. Die Bewohner werden Jaxous genannt.

## Geografie
Die Gemeinde Jax liegt inmitten des Zentralmassives, etwa 25 Kilometer südöstlich von Brioude und 28 Kilometer nordwestlich von Le Puy-en-Velay. Das 11,93 Quadratkilometer umfassende Gemeindegebiet besteht zur Hälfte aus Bergwäldern und liegt im Süden des Regionalen Naturparks Livradois-Forez.
Der höchste Punkt in der Gemeinde liegt 1500 m westlich von Chastenuel auf 1030 m über dem Meer.
Zur Gemeinde Jax zählen neben dem Dorf Jax (auf 1013 Metern über dem Meer) die Ortsteile Chastenuel (1041 m), Le Crouzet (1016 m), Le Mont (967 m) und Loubeyrat (977 m). An der Gemeindegrenze zu Sainte-Eugénie-de-Villeneuve entspringt die Lidenne.
Umgeben wird Jax von den Nachbargemeinden Josat im Norden, Varennes-Saint-Honorat im Osten, Sainte-Eugénie-de-Villeneuve im Süden sowie Chavaniac-Lafayette im Westen.

## Bevölkerungsentwicklung
| Jahr      | 1962 | 1968 | 1975 | 1982 | 1990 | 1999 | 2006 | 2013 | 2021 |
| Einwohner | 191  | 162  | 123  | 107  | 131  | 131  | 132  | 142  | 140  |

Im Jahr 1851 wurde mit 610 Bewohnern die bisher höchste Einwohnerzahl ermittelt. Die Zahlen basieren auf den Daten von cassini.ehess und INSEE.

## Sehenswürdigkeiten
- Kirche Saint-Loup
- Kapelle Sainte-Catherine-d’Alexandrie im Ortsteil Chastenuel

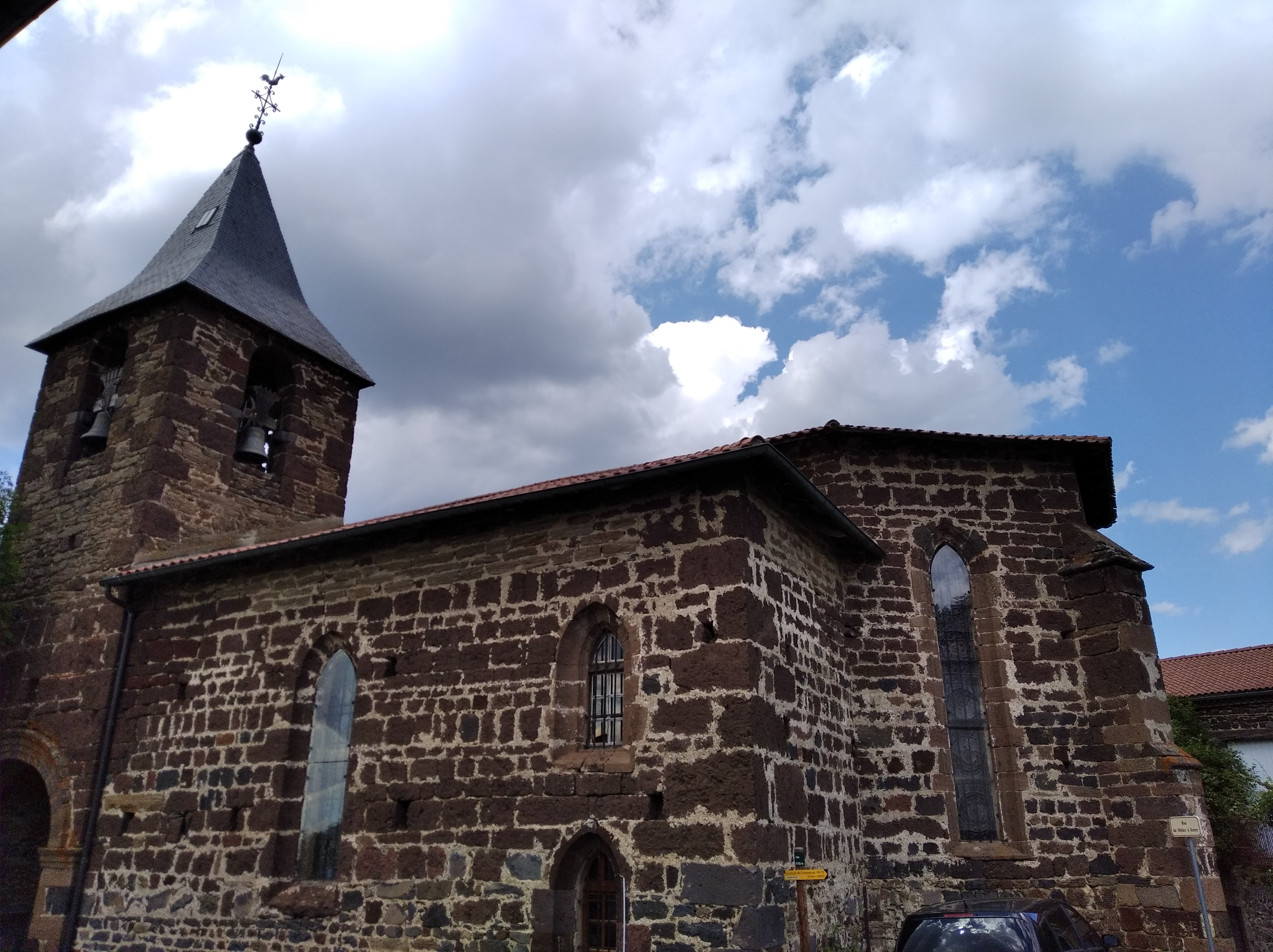
Kirche Saint-Loup

## Wirtschaft und Infrastruktur
Jax ist landwirtschaftlich geprägt. In der Gemeinde sind acht Landwirtschaftsbetriebe ansässig (Michieh-, Schaf-, Ziegen- und Geflügelhaltung). Der Tourismus entwickelt sich zunehmend (Ferienhäuser, Reitanlage in Chastenuel).
Die Gemeinde Jax liegt abseits der überregional wichtigen Verkehrsachsen. Fünf Kilometer südwestlich von Jax besteht ein Anschluss an die Route nationale 102 von Brioude nach Le Puy-en-Velay. Der nächste Bahnhof befindet sich etwa zwölf Kilometer südlich von Jax (Bahnhof Lachaud-Curmilhac) in der Gemeinde Vissac-Auteyrac an der Bahnlinie von Saint-Georges-d’Aurac nach Saint-Étienne.

## Belege
1. ↑  Jax auf cassini.ehess
2. ↑  Jax auf INSEE
3. ↑  Landwirtschaftsbetriebe auf annuaire-mairie.fr (französisch)